# قائمة الحاصلين على جائزة تورنغ
جائزة تورنغ (بالإنجليزية: ACM A. M. Turing Award) هي جائزة سنوية تُمنح من طرف جمعية آلات الحوسبة (ACM)، إلى شخص أو عدة أشخاص للمساهمات «ذات الأهمية التقنية الدائمة والكبيرة في مجال الحاسوب» تُعرف الجائزة عمومًا بأنها أعلى تقدير في علوم الحاسوب وهي تعتبر جائزة نوبل في مجال علم الحاسوب أو يشار إليها غالبًا باسم «جائزة نوبل للحوسبة».
سُميت الجائزة باسم آلان تورنغ، العالم والرياضي والباحث المميز البريطاني في جامعة مانشستر، صاحب اختراع آلة تورنغ واختبار تورنغ. غالبًا ما يُنسب إلى تورنغ كونه المؤسس الرئيسي لعلوم الحاسوب النظرية والذكاء الاصطناعي.
أصبحت الجائزة بين عامي 2007 و 2013 مصحوبة بمبلغ مالي قيمته 250,000 دولار أمريكي، بدعم قدّمته إنتل وجوجل، منذ عام 2014 ارتفع المبلغ المادي المرافق للجائزة ليصبح مليون دولار أمريكي، بدعم مالي من جوجل.
أول من حصل على الجائزة كان آلان جاي بيرليس من جامعة كارنيجي ميلون في العام 1966، وهو عالم حاسوب أمريكي كتب المترجم للغة البرمجة ألغول. وكانت أول امرأة تتلقّى الجائزة هي فرانسيس إليزابيث آلن من شركة آي بي إم في العام 2006، عن عملها في تحسين المحولات البرمحية، مما ساهم عملها في تطوير التنفيذ الموازي في المعالجة المتعددة.

## الحائزون على الجائزة
| السنة | الفائز            | الفائز        | البلد                      | ملاحظات | المراجع       |
| ----- | ----------------- | ------------- | -------------------------- | --- | ------------- |
| 1966  | آلان بيرليس       |               | الولايات المتحدة           | لتأثيره في مجال تقنيات برمجة الحاسوب المتقدمة وبناء المحولات البرمجية. | [ 12 ]        |
| 1967  | موريس ويلكس       |               | المملكة المتحدة            | اشتهر ويلكس بكونه منشئ ومصمم إدساك، وهو أول حاسوب يحتوي على برنامج مخزن داخليًا. بني في عام 1949، استخدم إدساك ذاكرة خط تأخير الزئبق. وهو معروف أيضًا بأنه مؤلف، مع ديفيد ويلر وستانلي جيل، لمجلد عن "إعداد البرامج للحواسيب الرقمية الإلكترونية" في عام 1951، حيث قدمت مكتبات البرامج بشكل فعال. | [ 13 ]        |
| 1968  | ريتشارد هامينغ[أ] |               | الولايات المتحدة           | لعمله في الأساليب العددية وأنظمة الترميز الآلي وكشف الأخطاء ورموز تصحيح الأخطاء. | [ 14 ]        |
| 1969  | مارفن مينسكي      |               | الولايات المتحدة           | لدوره المركزي في إنشاء وتشكيل وتعزيز وتطوير مجال الذكاء الاصطناعي. | [ 15 ]        |
| 1970  | جيمس ويلكنسون     |               | المملكة المتحدة            | لأبحاثه في التحليل العددي لتسهيل استخدام الحاسوب الرقمي عالي السرعة، فقد حصل على تقدير خاص لعمله في الحسابات في الجبر الخطي وتحليل الخطأ "الرجعي". | [ 16 ]        |
| 1971  | جون مكارثي        |               | الولايات المتحدة           | لمحاضرة مكارثي بعنوان "الوضع الحالي لأبحاث الذكاء الاصطناعي" وهي عنوان موضوع يغطي المجال الذي حقق فيه تقديرًا كبيرًا لعمله. | [ 17 ]        |
| 1972  | أيدسكر دايكسترا   |               | هولندا                     | كان أيدسكر دايكسترا مساهمًا رئيسيًا في أواخر الخمسينيات من القرن الماضي في تطوير ألغول، وهي لغة برمجة عالية المستوى أصبحت نموذجًا للوضوح والدقة الرياضية. إنه أحد المؤيدين الرئيسيين لعلم وفن لغات البرمجة بشكل عام، وقد ساهم بشكل كبير في فهمنا لهيكلها وتمثيلها وتنفيذها. تمتد منشوراته التي استمرت خمسة عشر عامًا من المقالات النظرية حول نظرية الرسم البياني إلى الكتيبات الأساسية والنصوص التفسيرية والتأملات الفلسفية في مجال لغات البرمجة.   | [ 18 ]        |
| 1973  | تشارلز باتشمان    |               | الولايات المتحدة           | لمساهماته البارزة في تقانة قواعد البيانات. | [ 19 ]        |
| 1974  | دونالد كانوث      |               | الولايات المتحدة           | لإسهاماته الكبيرة في تحليل الخوارزميات وتصميم لغات البرمجة، وعلى وجه الخصوص لإسهاماته في "فن برمجة الحاسوب" من خلال مؤلفاته المشهورة في سلسلة مستمرة بهذا العنوان. | [ 20 ]        |
| 1975  | ألن نيويل         |               | الولايات المتحدة           | في إطار جهود علمية مشتركة تمتد لأكثر من عشرين عامًا، في البداية بالتعاون مع كليف شو في مؤسسة راند، وبعد ذلك مع العديد من أعضاء هيئة التدريس والزملاء الطلاب في جامعة كارنيغي ميلون، قدموا مساهمات أساسية في الذكاء الاصطناعي وعلم نفس الإدراك البشري وقائمة المعالجة. | [ 21 ]        |
| 1975  | هيربرت سيمون      |               | الولايات المتحدة           | في إطار جهود علمية مشتركة تمتد لأكثر من عشرين عامًا، في البداية بالتعاون مع كليف شو في مؤسسة راند، وبعد ذلك مع العديد من أعضاء هيئة التدريس والزملاء الطلاب في جامعة كارنيغي ميلون، قدموا مساهمات أساسية في الذكاء الاصطناعي وعلم نفس الإدراك البشري وقائمة المعالجة. | [ 21 ]        |
| 1976  | مايكل رابين       |               | إسرائيل                    | عن ورقتهم المشتركة "محدودة أوتوماتا ومشكلة قرارها"، التي قدمت فكرة الآلات غير القطعية، والتي أثبتت أنها مفهوم قيِّم للغاية. كانت ورقتهم البحثية الكلاسيكية (سكوت ورابين) مصدر إلهام مستمر للعمل اللاحق في هذا المجال. | [ 23 ] [ 24 ] |
| 1976  | دانا سكوت         |               | الولايات المتحدة           | عن ورقتهم المشتركة "محدودة أوتوماتا ومشكلة قرارها"، التي قدمت فكرة الآلات غير القطعية، والتي أثبتت أنها مفهوم قيِّم للغاية. كانت ورقتهم البحثية الكلاسيكية (سكوت ورابين) مصدر إلهام مستمر للعمل اللاحق في هذا المجال. | [ 23 ] [ 24 ] |
| 1977  | جون باكوس         |               | الولايات المتحدة           | للمساهمات العميقة والمؤثرة والدائمة في تصميم أنظمة البرمجة العملية عالية المستوى، لا سيما من خلال عمله على فورتران، وللنشر الأساسي للإجراءات الرسمية لمواصفات لغات البرمجة. | [ 25 ]        |
| 1978  | روبرت فلويد       |               | الولايات المتحدة           | للحصول على تأثير واضح على منهجيات إنشاء برامج فعالة وموثوقة، وللمساعدة في إيجاد الحقول الفرعية المهمة التالية لعلوم الحاسوب: التحليل النحوي (التجزئة)، ودلالات لغات البرمجة، والتحقق التلقائي من البرنامج، والتوليف التلقائي للبرنامج، وتحليل الخوارزميات. | [ 26 ]        |
| 1979  | كينيث إيفرسون     |               | كندا                       | لجهوده الرائدة في لغات البرمجة والتدوين الرياضي مما أدى إلى ما يعرفه مجال الحوسبة الآن باسم إيه بي إل، لمساهماته في تنفيذ الأنظمة التفاعلية، والاستخدامات التعليمية لإيه بي إل، ونظرية لغة البرمجة وممارستها. | [ 27 ]        |
| 1980  | توني هور          |               | المملكة المتحدة            | لمساهماته الأساسية في تعريف وتصميم لغات البرمجة. | [ 28 ]        |
| 1981  | إدجار كود         |               | المملكة المتحدة            | لمساهماته الأساسية والمستمرة في نظرية وممارسة أنظمة إدارة قواعد البيانات، خاصة قواعد البيانات العلائقية. | [ 29 ]        |
| 1982  | ستيفن كوك         |               | الولايات المتحدة · كندا    | لمساهمته في فهمنا للتعقيد الحسابي بطريقة مهمة وعميقة. | [ 30 ]        |
| 1983  | كين تومسن         |               | الولايات المتحدة           | لتطويرهم لنظرية أنظمة التشغيل العامة وعلى وجه التحديد لتنفيذ نظام التشغيل يونكس. | [ 31 ] [ 32 ] |
| 1983  | دينيس ريتشي       |               | الولايات المتحدة           | لتطويرهم لنظرية أنظمة التشغيل العامة وعلى وجه التحديد لتنفيذ نظام التشغيل يونكس. | [ 31 ] [ 32 ] |
| 1984  | نيكلاوس ويرث      |               | سويسرا                     | لتطوير سلسلة من لغات الكمبيوتر المبتكرة، أويلر وألغول دبليو وباسكال ومودولا وأوبيرون. | [ 33 ]        |
| 1985  | ريتشارد كارب      |               | الولايات المتحدة           | لمساهماته المستمرة في نظرية الخوارزميات بما في ذلك تطوير خوارزميات فعالة لتدفق الشبكة وغيرها من مشاكل التحسين التجميعي، وتحديد قابلية الحوسبة متعددة الحدود مع الفكرة البديهية لكفاءة الخوارزميات، وعلى الأخص المساهمات في نظرية الاكتمال-NP. | [ 34 ]        |
| 1986  | جون هوبكروفت      |               | الولايات المتحدة           | للإنجازات الأساسية في تصميم وتحليل الخوارزميات وهياكل البيانات. | [ 35 ]        |
| 1986  | روبرت تارجان      |               | الولايات المتحدة           | للإنجازات الأساسية في تصميم وتحليل الخوارزميات وهياكل البيانات. | [ 35 ]        |
| 1987  | جون كوك           |               | الولايات المتحدة           | للمساهمات الكبيرة في التصميم ونظرية المحول البرمجي، وبنية الأنظمة الكبيرة وتطوير حاسوب مجموعة التعليمات المخفضة (RISC). | [ 36 ]        |
| 1988  | إيفان سذرلاند     |               | الولايات المتحدة           | لمساهماته الرائدة والمتبصرة في الرسم الحاسوبي، بدءًا من لوح الرسم، واستمرت مساهماته بعد ذلك. | [ 37 ]        |
| 1989  | وليام كاهان       |               | كندا                       | لمساهماته الأساسية في التحليل العددي. أحد أبرز الخبراء في حسابات الفاصلة المتحركة. كرس كاهان نفسه لـ"جعل العالم آمنًا للحسابات الرقمية". | [ 38 ]        |
| 1990  | فرناندو كورباتو   |               | الولايات المتحدة           | لعمله الرائد في تنظيم المفاهيم وقيادة تطوير أنظمة الحاسوب ذات الأغراض العامة والواسعة النطاق والمشاركة الزمنية وتقاسم الموارد، نظام تقاسم الوقت المتوافق ومولتكس. | [ 39 ]        |
| 1991  | روبن ميلنر        |               | المملكة المتحدة            | لثلاثة إنجازات متميزة وكاملة: 1) منطق الدوال القابلة للحساب، ميكنة منطق سكوت للدوال الحسابية، ربما تكون أول أداة تستند إلى النظرية لكنها عَمَلية لبناء إثبات بمساعدة الآلة؛ 2) أم أل، اللغة الأولى التي تتضمن الاستدلال من النوع متعدد الأشكال جنبًا إلى جنب مع آلية التعامل مع الاستثناءات الآمنة؛ 3) حساب أنظمة الاتصال، نظرية عامة عن التزامن. بالإضافة إلى ذلك، صاغ وقدم بقوة التجريد الكامل، ودراسة العلاقة بين الدلالات التشغيلية والدلالات. | [ 40 ]        |
| 1992  | بتلر لامبسون      |               | الولايات المتحدة           | للمساهمات في تطوير بيئات الحوسبة الشخصية الموزعة والتقانة اللازمة لتنفيذها: محطات العمل والشبكات وأنظمة التشغيل وأنظمة البرمجة والشاشات والأمن ونشر المستندات. | [ 41 ]        |
| 1993  | جوريس هارتمانيس   |               | لاتفيا                     | تقديراً لورقتهم الأساسية التي أرست أسس مجال نظرية التعقيد الحسابي. | [ 42 ]        |
| 1993  | ريتشارد ستيرنز    |               | الولايات المتحدة           | تقديراً لورقتهم الأساسية التي أرست أسس مجال نظرية التعقيد الحسابي. | [ 42 ]        |
| 1994  | إدوارد فيغنبوم    |               | الولايات المتحدة           | لريادة تصميم وبناء أنظمة ذكاء اصطناعي واسعة النطاق، مما يدل على الأهمية العملية والتأثير التجاري المحتمل لتقانة الذكاء الاصطناعي. | [ 43 ]        |
| 1994  | راج ريدي          |               | الولايات المتحدة           | لريادة تصميم وبناء أنظمة ذكاء اصطناعي واسعة النطاق، مما يدل على الأهمية العملية والتأثير التجاري المحتمل لتقانة الذكاء الاصطناعي. | [ 43 ]        |
| 1995  | مانويل بلوم       |               | فنزويلا                    | تقديراً لمساهماته في أسس نظرية التعقيد الحسابي وتطبيقها في علم التعمية وفحص البرامج. | [ 44 ]        |
| 1996  | أمير بنولي        |               | إسرائيل                    | للعمل الأساسي لإدخال المنطق الزمني في علوم الحوسبة وللمساهمات البارزة في التحقق من البرامج والأنظمة. | [ 45 ]        |
| 1997  | دوغلاس إنجيلبارت  |               | الولايات المتحدة           | للحصول على رؤية ملهمة لمستقبل الحوسبة التفاعلية واختراع التقنيات الرئيسية للمساعدة في تحقيق هذه الرؤية. | [ 46 ]        |
| 1998  | جيم غراي          |               | الولايات المتحدة           | للمساهمات الأساسية في بحوث معالجة قواعد البيانات ومعالجة المعاملات والقيادة التقنية في تنفيذ النظام. | [ 47 ]        |
| 1999  | فريد بروكس        |               | الولايات المتحدة           | للمساهمات البارزة في هندسة الحاسوب وأنظمة التشغيل وهندسة البرمجيات. | [ 48 ]        |
| 2000  | أندرو ياو         |               | الصين                      | تقديراً لمساهماته الأساسية في نظرية الحوسبة، بما في ذلك النظرية القائمة على التعقيد لتوليد الأرقام شبه العشوائية وعلم التعمية وتعقيد الاتصالات. | [ 49 ]        |
| 2001  | أولي يوهان دال    |               | النرويج                    | للأفكار الأساسية لظهور البرمجة الكائنية التوجه، من خلال تصميم لغتي البرمجة سيمولا I وسيمولا 67. | [ 50 ]        |
| 2001  | كريستين نيغارد    |               | النرويج                    | للأفكار الأساسية لظهور البرمجة الكائنية التوجه، من خلال تصميم لغتي البرمجة سيمولا I وسيمولا 67. | [ 50 ]        |
| 2002  | رونالد ريفست      |               | الولايات المتحدة           | لمساهمتهم البارعة في جعل تعمية المفتاح العام مفيدًا في الممارسة العملية. | [ 51 ]        |
| 2002  | عدي شامير         |               | إسرائيل                    | لمساهمتهم البارعة في جعل تعمية المفتاح العام مفيدًا في الممارسة العملية. | [ 51 ]        |
| 2002  | ليونارد أدليمان   |               | الولايات المتحدة           | لمساهمتهم البارعة في جعل تعمية المفتاح العام مفيدًا في الممارسة العملية. | [ 51 ]        |
| 2003  | ألان كاي          |               | الولايات المتحدة           | للريادة في العديد من الأفكار في جذور لغات البرمجة كائنية التوجه المعاصرة، وقيادة الفريق الذي طور سمول توك، وللمساهمات الأساسية في الحوسبة الشخصية. | [ 52 ]        |
| 2004  | فينت سيرف         |               | الولايات المتحدة           | للريادة في العمل على التشبيك، بما في ذلك تصميم وتنفيذ بروتوكولات الاتصالات الأساسية للإنترنت، TCP/IP، والقيادة الملهمة في الشبكات. | [ 53 ]        |
| 2004  | روبرت خان         |               | الولايات المتحدة           | للريادة في العمل على التشبيك، بما في ذلك تصميم وتنفيذ بروتوكولات الاتصالات الأساسية للإنترنت، TCP/IP، والقيادة الملهمة في الشبكات. | [ 53 ]        |
| 2005  | بيتر ناور         |               | الدنمارك                   | للمساهمات الأساسية في تصميم لغة البرمجة وتعريف ألغول 60، وتصميم المترجم، وفن وممارسة برمجة الحاسوب. | [ 54 ]        |
| 2006  | فرانسيس إليزابيث  |               | الولايات المتحدة           | للمساهمات الرائدة في نظرية وممارسة تحسين تقنيات المحول البرمجي التي أرست الأساس لمجمعات التحسين الحديثة والتنفيذ المتوازي التلقائي. | [ 11 ]        |
| 2007  | إدموند كلارك      |               | الولايات المتحدة           | لأدوارهم في تطوير التحقق من النموذج إلى تقنية تحقق عالية الفعالية، معتمدة على نطاق واسع في صناعات الأجهزة والبرامج. | [ 55 ]        |
| 2007  | ألين إيمرسون      |               | الولايات المتحدة           | لأدوارهم في تطوير التحقق من النموذج إلى تقنية تحقق عالية الفعالية، معتمدة على نطاق واسع في صناعات الأجهزة والبرامج. | [ 55 ]        |
| 2007  | جوزيف سيفاكيس     |               | اليونان                    | لأدوارهم في تطوير التحقق من النموذج إلى تقنية تحقق عالية الفعالية، معتمدة على نطاق واسع في صناعات الأجهزة والبرامج. | [ 55 ]        |
| 2008  | باربارا لسكوف     |               | الولايات المتحدة           | للمساهمات في الأسس العملية والنظرية للغة البرمجة وتصميم النظام، خاصة فيما يتعلق باستخراج البيانات، وتحمل الأخطاء، والحوسبة الموزعة. | [ 56 ]        |
| 2009  | تشارلز ثاكر       |               | الولايات المتحدة           | لتصميمه الرائد وتحقيقه لزيروكس ألتو، أول حاسوب شخصي حديث، بالإضافة إلى مساهماته في الإيثرنت والحاسوب اللوحي. | [ 57 ]        |
| 2010  | ليزلي فالينت      |               | المملكة المتحدة            | للمساهمات التحويلية في نظرية الحوسبة، بما في ذلك نظرية ربما التعلم الصحيح تقريبًا (PAC)، وتعقيد التعداد والحساب الجبري، ونظرية الحوسبة المتوازية والموزعة. | [ 58 ]        |
| 2011  | جوديا بيارل       |               | الولايات المتحدة           | للمساهمات الأساسية في الذكاء الاصطناعي من خلال تطوير حساب التفاضل والتكامل الاحتمالي والتفكير السببي. | [ 60 ]        |
| 2012  | سيلفيو ميكالي     |               | إيطاليا                    | للعمل التحويلي الذي وضع الأسس النظرية المعقدة لعلم التعمية وفي هذه العملية ابتكرت طرقًا جديدة للتحقق الفعال من البراهين الرياضية في نظرية التعقيد. | [ 61 ]        |
| 2012  | شافريرا غولدفاسر  |               | الولايات المتحدة · إسرائيل | للعمل التحويلي الذي وضع الأسس النظرية المعقدة لعلم التعمية وفي هذه العملية ابتكرت طرقًا جديدة للتحقق الفعال من البراهين الرياضية في نظرية التعقيد. | [ 61 ]        |
| 2013  | ليسلي لامبورت     |               | الولايات المتحدة           | للمساهمات الأساسية في نظرية وممارسة الأنظمة الموزعة والمتزامنة، ولا سيما اختراع مفاهيم مثل السببية والساعة المنطقية، والسلامة والحيوية، وآلات الحالة المكررة، والاتساق المتسلسل. | [ 62 ] [ 63 ] |
| 2014  | ميخائيل ستونبراكر |               | الولايات المتحدة           | للمساهمات الأساسية في المفاهيم والممارسات التي تقوم عليها أنظمة قواعد البيانات الحديثة. | [ 64 ]        |
| 2015  | ويتفيلد ديفي      |               | الولايات المتحدة           | للمساهمات الأساسية في التعمية الحديثة. وتقديم ورقة ديفي وهيلمان الرائدة لعام 1976، "الاتجاهات الجديدة في التعمية،" قدمت أفكار تشفير المفتاح العام والتوقيعات الرقمية، والتي تعد الأساس لبروتوكولات الأمان الأكثر استخدامًا على الإنترنت اليوم. | [ 66 ]        |
| 2015  | مارتن هيلمان      |               | الولايات المتحدة           | للمساهمات الأساسية في التعمية الحديثة. وتقديم ورقة ديفي وهيلمان الرائدة لعام 1976، "الاتجاهات الجديدة في التعمية،" قدمت أفكار تشفير المفتاح العام والتوقيعات الرقمية، والتي تعد الأساس لبروتوكولات الأمان الأكثر استخدامًا على الإنترنت اليوم. | [ 66 ]        |
| 2016  | تيم بيرنرز لي     |               | المملكة المتحدة            | لاختراع شبكة الويب العالمية، أول متصفح ويب، والبروتوكولات الأساسية والخوارزميات التي تسمح للويب بالتوسع. | [ 67 ]        |
| 2017  | جون هينيسي        |               | الولايات المتحدة           | لريادة نهج منظم وكمي لتصميم وتقييم معماريات الحاسوب مع تأثير دائم على صناعة المعالجات الدقيقة. | [ 68 ]        |
| 2017  | ديفيد باترسون     |               | الولايات المتحدة           | لريادة نهج منظم وكمي لتصميم وتقييم معماريات الحاسوب مع تأثير دائم على صناعة المعالجات الدقيقة. | [ 68 ]        |
| 2018  | يوشوا بنجيو       |               | كندا                       | للاختراقات المفاهيمية والهندسية التي جعلت الشبكات العصبية العميقة مكونًا مهمًا للحوسبة. | [ 69 ]        |
| 2018  | جيوفري هينتون     |               | المملكة المتحدة · كندا     | للاختراقات المفاهيمية والهندسية التي جعلت الشبكات العصبية العميقة مكونًا مهمًا للحوسبة. | [ 69 ]        |
| 2018  | يان ليكون         |               | الولايات المتحدة · فرنسا   | للاختراقات المفاهيمية والهندسية التي جعلت الشبكات العصبية العميقة مكونًا مهمًا للحوسبة. | [ 69 ]        |
| 2019  | إدوين كاتمول      |               | الولايات المتحدة           | للمساهمات الأساسية في رسومات الحاسوب ثلاثية الأبعاد، والتأثير الثوري لهذه التقنيات على الصور المنشأة بالحاسوب (CGI) في صناعة الأفلام والتطبيقات الأخرى. | [ 70 ]        |
| 2019  | بات هانراهان      |               | الولايات المتحدة           | للمساهمات الأساسية في رسومات الحاسوب ثلاثية الأبعاد، والتأثير الثوري لهذه التقنيات على الصور المنشأة بالحاسوب (CGI) في صناعة الأفلام والتطبيقات الأخرى. | [ 70 ]        |
| 2020  | ألفرد أهو         |               | كندا                       | لعملهم على الخوارزميات الأساسية والنظرية الكامنة وراء تطبيق لغات البرمجة ولتجميع هذه النتائج والنتائج الخاصة بالآخرين في كتبهم شديدة التأثير، والتي قامت بتعليم أجيال من علماء الحاسوب. | [ 71 ]        |
| 2020  | جيفري أولمان      |               | الولايات المتحدة           | لعملهم على الخوارزميات الأساسية والنظرية الكامنة وراء تطبيق لغات البرمجة ولتجميع هذه النتائج والنتائج الخاصة بالآخرين في كتبهم شديدة التأثير، والتي قامت بتعليم أجيال من علماء الحاسوب. | [ 71 ]        |
| 2021  | جاك دونغارا       |               | الولايات المتحدة           | للمفاهيم والطرق الرائدة التي أدت إلى الحوسبة المتغيرة عالميًا، غذت خوارزميات وبرامج دونغارا نمو الحوسبة عالية الأداء وكان لها تأثيرات كبيرة في العديد من مجالات العلوم الحسابية من الذكاء الاصطناعي إلى رسومات الحاسوب. | [ 72 ]        |
| 2022  | روبرت ميتكالف     |               | الولايات المتحدة           | لاختراع الإيثرنت ومعايرتها وتسويقها. | [ 73 ]        |
| 2023  | آفي ويغرسون       |               | إسرائيل                    | لإعادة تشكيل فهمنا لدور العشوائية في الحوسبة، ولعقود من القيادة الفكرية في علوم الحاسوب النظرية. | [ 74 ]        |
| 2024  | أندرو بارتو       |               | الولايات المتحدة           | لتطوير الأسس المفاهيمية والخوارزمية للتعلم المعزز. | [ 75 ]        |
| 2024  | ريتشارد سوتون     | ريتشارد سوتون | كندا                       | لتطوير الأسس المفاهيمية والخوارزمية للتعلم المعزز. | [ 75 ]        |

## وصلات خارجية
- قائمة الفائزون بالجائزة حسب التسلسل الزمني (بالإنجليزية)